# Парк, Джун
Пак Джун Ён (англ. Joon Yong Park; кор. 박준용; родился в 1955 году, Сеул, Южная Корея) — южнокорейский экономист, профессор экономики Индианского университета и университета Сонгюнгвана.

## Биография
Джун родился в 1955 году в Сеуле.
Джун Йонг Парк в 1978 году получил степень бакалавра наук по океанографии в Сеульском университете, а в 1983 году
Парк отправился в США, где в 1983 году был удостоен степени доктора философии по экономике в Айовском университете, а в 1987 году был удостоен степени доктора философии по экономике в Йельском университете. Докторская диссертация была на тему «Статистические выводы в линейных моделях с интегрированными процессами» под научным руководством П. Ч. Б. Филлипса.
Преподавательскую деятельность начал в качестве ассистента профессора экономики в Корнеллском университете в 1987—1991 годах, ассоциированным профессором экономики в Торонтском университете в 1991—1993 годах. Затем был адъюнкт-профессором в 1997—2002 годах, полным профессором экономического факультета в университете Райса в 2002—2006 годах, профессором экономики Сеульского университета в 1992—2004 годах, профессором экономики и заведующий кафедры Эверетта либеральных искусств Техасского университета A&M в 2006—2009 годах. В настоящий момент профессор экономики университета Сонгюнгвана с 2004 года и профессор экономики, заведующий кафедрой гуманитарных наук и адъюнкт профессор статистики Индианского университета с 2009 года.
Джун Йонг Парк был приглашённым ассистентом профессора Института экономики Орхусского университета в 1990 году, приглашённым ассоциированным профессором в 1995—1996 годах, приглашённым полным профессором в 1999—2000 годах экономического факультета Йельского университета, приглашённым профессором экономического факультета Токийского университета в 2000 году. Парк являлся также помощником редактора в 1997—2012 годах и соредактором в 2014 году Econometric Theory, помощником редактора «The New Palgrave Dictionary of Economics» в 2004—2006 годах, редактором «Journal of Economic Theory and Econometrics» в 1999—2002 годах; выбранным членом с 2002 года, членом совета в 2006—2009 годах, председателем Дальневосточного комитета в 2006—2009 годах Эконометрического общества; генеральным секретарём в 1997 году, аудитором в 2004—2005 годах, вице-президентом в 2006 году, президентом в 2007 году Корейского эконометрического общества, президентом в 2007 году и выбранным президентом в 2008 году Корея-Американской экономической ассоциации.
Джун Йонг Парк является помощником редактора «Journal of Econometrics» с 2012 года и «Journal of Time Series Econometrics» с 2007 года, внешним научным сотрудником Грэнжир центра Школы экономики при Ноттингемском университете с 2007 года, внешним научным сотрудником Центра эконометрического анализа бизнес-школы Касса с 2007 года.

## Награды
- 1986 — стипендия Слоуна от фонда Альфреда Слоуна для написания докторской диссертации;
- 1987 — премия Карла Андерсона[англ.] от фонда экономических исследований Коулса[англ.] при Йельском университете;
- 1994, 1997, 1998, 2000, 2004 — исследовательский грант от Национального исследовательского фонда Кореи[англ.];
- 1996 — премия Чеонграма от Корейской экономической ассоциации;
- 1999 — премия МУльта Скрипсита от журнала Econometric Theory[англ.];
- 1999 — учитель года экономического факультета Йельского университета;
- 2001 — лучший выпускник года Сеульского университета;
- 2002 — исследовательский грант от Банка Кореи;
- 2003 — вошёл в лист топ-1000 самых цитируемый экономистов в 1990—2000 годах по версии М.Блауга;
- 2004 — премия лучшему экономисту по версии газеты Maeil Business Newspaper[англ.];
- 2005 — исследовательский грант от Национального научного фонда;
- 2007 — выбран членом Journal of Econometrics[англ.];
- 2010 — премия Чо-Рак-Ке в области экономики от университета Ёнсе;
- 2012 — премия Дасан в области экономики от Korea Economic Daily[англ.];
- 2012 — почётная стипендия Виверол от университета Куинс в Кингстоне;
- 2014 — премия Plura Scripsit от журнала Econometric Theory[англ.].